# Portada/efemèride desembre 9
Marie Fredriksson
« 8 de desembre · 9 de desembre · 10 de desembre »